# Run Baby Run (chanson de Sheryl Crow)
Pour les articles homonymes, voir Run Baby Run.
Singles de Sheryl Crow
What I Can Do for You
(1993)
Clip vidéo
(en) [vidéo] « Run Baby Run (officiel)(réalisation : David Hogan et David Cameron) », sur YouTube
Pistes de Tuesday Night Music Club
- Leaving Las Vegas
(2)
Run Baby Run est une chanson de l'auteur-compositrice-interprète américaine Sheryl Crow extraite de son premier album, Tuesday Night Music Club (1993), où elle apparaît en première piste, et sort en guise de premier single sous le label A&M Records en 1993. Si aux États-Unis ce titre ne parvient pas à entrer dans les classements, il atteint la 86e place au Canada, la 83e au Royaume-Uni et la 45e aux Pays-Bas. « Run Baby Run » sort pour la troisième fois au Royaume-Uni après le succès de All I Wanna Do et Strong Enough. Cette nouvelle sortie le propulse à la 24e place du UK Singles Chart.

## Linguistique du titre

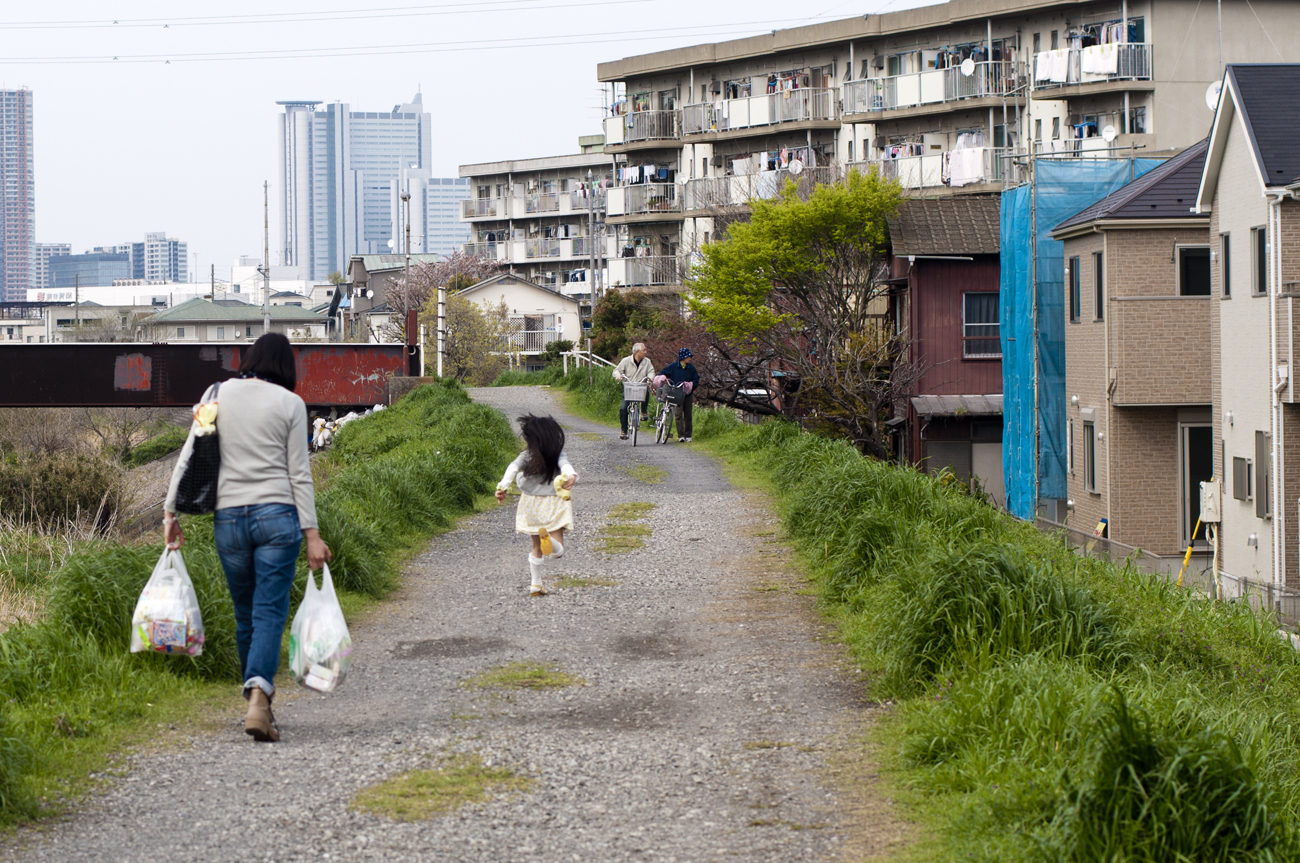
♫Run, baby, run (Shery Crow) -- « Running », photographie de Manabu Itoh, 2012

Run Baby Run prononcé en anglo-américain : [ɹʌn ˈbeɪbi ɹʌn] pourrait se traduire par Cours, ma petite, cours ! ou bien de façon plus cibliste par : Fuis, ma petite, fuis !.
Analysé à part, le titre revêt un aspect sibyllin qui appelle à trouver l'explication dans le corpus de la chanson. Le verbe (to run conjugué à l'impératif) forme une alliteration et sa répétition insistante sert d'élément ponctuant. Dans le refrain, il est d'ailleurs répété cinq fois par salve :  ♫So run, baby, run, baby, run, baby, run, baby, run . . .
Plus loin, la chanson explique qu'il s'agit d'un conseil simpliste (♫the only thing) reçu par la narratrice de la part de son père et qui vient en contraste avec les grands idéaux de ce dernier ; un conseil de vie tourné vers la fuite décrit comme constat d'échec éducatif (♫But he failed and taught her young/The only thing she'd need to carry on)

## Contextualité
Selon Sheryl Crow, l'écriture remonte à 1992, après l'annonce des résultats de l'élection présidentielle, marquant la transition « du conservatisme d'un George H. W. Bush à l'image jeune, iconoclaste et fringante d'un Bill Clinton,. » La chanson décrit à la troisième personne une jeune femme née le 22 novembre 1963, le jour de la disparition d'Aldous Huxley (♫The day Aldous Huxley died), auteur que la chanteuse qualifie en outre de « porte-plume des années 1960 »).
La narratrice de la chanson a grandi dans une structure sociale conservatrice où les gens aiment à parler de jours meilleurs (♫talks of better days), même si ses parents sont des hippies : sa mère expérimente les drogues tandis que son père est actif dans le militantisme politique. En conséquence, elle se sent coincée entre deux générations et affirme avoir une leçon de l'exemple de ses parents : fuir les problèmes ou les relations à long terme (♫sleeping out before they say 'so long!' Baby loves to run). Sheryl Crow a déjà réfuté tout caractère autobiographique de la chanson même si sur certains points, sans toutefois les préciser, elle admet pouvoir s'identifier à la narration.

## Le regard des critiques
James Masterton décrit Run Baby Run comme un « titre tenant de l'hymne » lors de sa revue hebdomadaire sur les charts britanniques dans Dotmusic,. Alan Jones, de Music Week, écrit : « Des débuts impressionnants pour Dame Crow sur un morceau qui n'est pas sans évoquer des accents Beatlesiens à la Happiness Is a Warm Gun  ou bien encore Old Brown Shoe. Crow, avec cette voix rauque qui la distingue, a tout pour devenir une artiste d'albums à succès ; il ne reste plus qu'à lui prêter l'oreille qu'elle mérite,. »

## Évolution dans les classements
Run Baby Run est un titre sorti en 1993 en Amérique du Nord, au Royaume-Uni, en Europe et en Australie. Il ne réussit pas à se classer aux États-Unis, mais le Canada lui offre une brève apparition, au RPM 100, avec une 86e place le 24 janvier 1994. En 1994, le titre est réédité en Europe et fait ses débuts en no 83 du UK Singles Chart, mais sort du top 100 la semaine suivante. Fin mai 1994, il apparaît dans le Single Top 100 néerlandais, atteignant la 45e place dans la semaine suivant son lancement. En Australie, il stationne au no 156 de l'ARIA Singles Chart en juin 1994. « Run Baby Run » ressort en Europe en 1995, entrant cette fois-ci directement dans le top 30 britannique pour atteindre la 24e place le 23 juillet. Pour cette réédition, il entre 95e dans l'Eurochart Hot 100. En janvier 1996, le morceau connaît un regain de popularité  radio auprès de l'Adult contemporary canadienne, atteignant finalement la 44e place du classement RPM Adult Contemporary.

## Disponibilités du titre

### Édition 1993
| - CD promo États-Unis (580 569-2 DJ) 1. Run Baby Run 2. Leaving Las Vegas (acoustique) 3. All by Myself 4. Reach Around Jerk - CD 2-Titres : Australie, Pays-Bas et France (580 380-2) 1. Run Baby Run (version single) – 4:28 2. All by Myself - Single 45t (7 pouces) Royaume-Uni (580 380-7) A. Run Baby Run B. All by Myself | - Single CD 1 Royaume-Uni (580 381-2) 1. Run Baby Run 2. All by Myself 3. The Na-Na Song 4. Reach Around Jerk - Single CD 2 Royaume-Uni et Europe (580 568-2) 1. Run Baby Run (version single) 2. Leaving Las Vegas (version acoustique) |

### Édition 1994
- Single CD britannique et maxi-single européen (580 569-2)[15]

1. Run Baby Run
2. Leaving Las Vegas (version acoustique)
3. All by Myself
4. Reach Around Jerk

### Édition 1995
| - CD1 Royaume-Uni(581 147-2) 1. Run Baby Run 2. Can't Cry Anymore (live in Nashville) 3. Reach Around Jerk (live in Nashville) 4. I Shall Believe (live in Nashville) - Cassette 2-titres Europe (581 146-4) A. Run Baby Run B. Leaving Las Vegas (live in Nashville) | - CD2 Royaume-Uni (581 149-2) 1. Run Baby Run 2. Strong Enough (live in Nashville) 3. No One Said It Would Be Easy (live in Nashville) 4. The Na-Na Song (live in Nashville) |